# Меркурьев, Григорий Меркурьевич
Григо́рий Мерку́рьевич Мерку́рьев (1666—1741) — яицкий казак, с 1720 г. войсковой атаман Яицкого казачьего войска.
В период атаманства (1720—1738) Меркурьева резко обострился конфликт между рядовыми казаками старшинской верхушкой войска, выступившей в качестве защитника правительственной политики на Яике, направленной на ликвидацию традиций и норм казачьего самоуправления. В ходе этого конфликта произошёл раскол Яицкого войска на две противоборствующие стороны — войсковую и старшинскую, сохранившийся вплоть до XIX века. В марте 1738 казаки, доведённые до отчаяния самоуправством и злоупотреблениями Меркурьева, отстранили его от власти. За это решение на войсковом круге проголосовало 2096 казаков из 3150 числившихся по списку. Военная коллегия была вынуждена согласиться с мнением большинства. Но, отрешив Меркурьева от атаманской должности, она сохранила за ним звание войскового старшины, а на пост атамана назначила угодного ей старшину В.Прыткова.
Сын — Мерку́рьев Илья́ Григо́рьевич (1714—1756), по протекции отца был назначен в сотники, в 1748 назначен Военной коллегией в войсковые атаманы Яицкого казачьего войска.